# Chaenomeles speciosa
Chaenomeles speciosa là loài thực vật có hoa trong họ Hoa hồng. Loài này được (Sweet) Nakai mô tả khoa học đầu tiên năm 1929.

## Hình ảnh

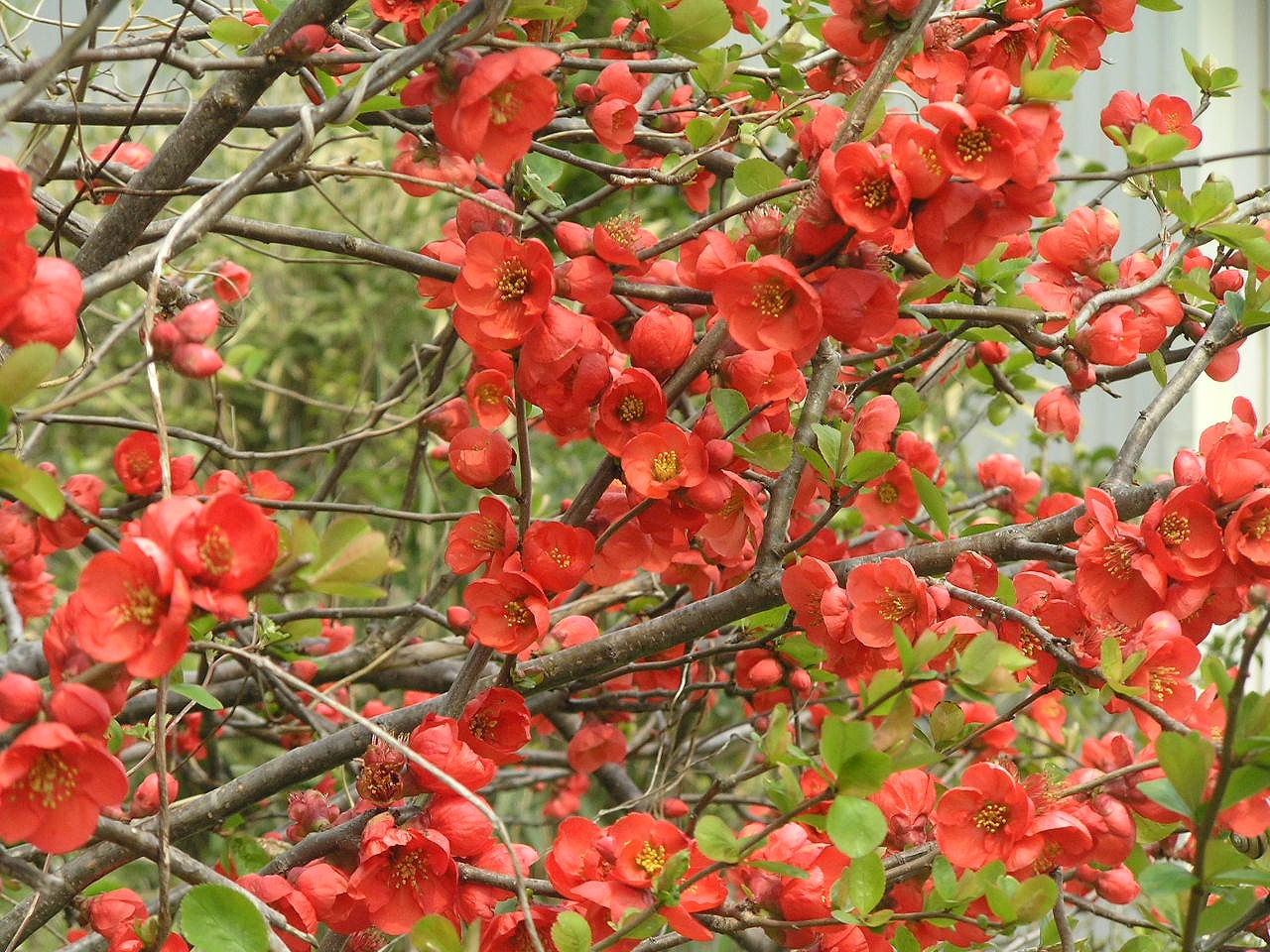
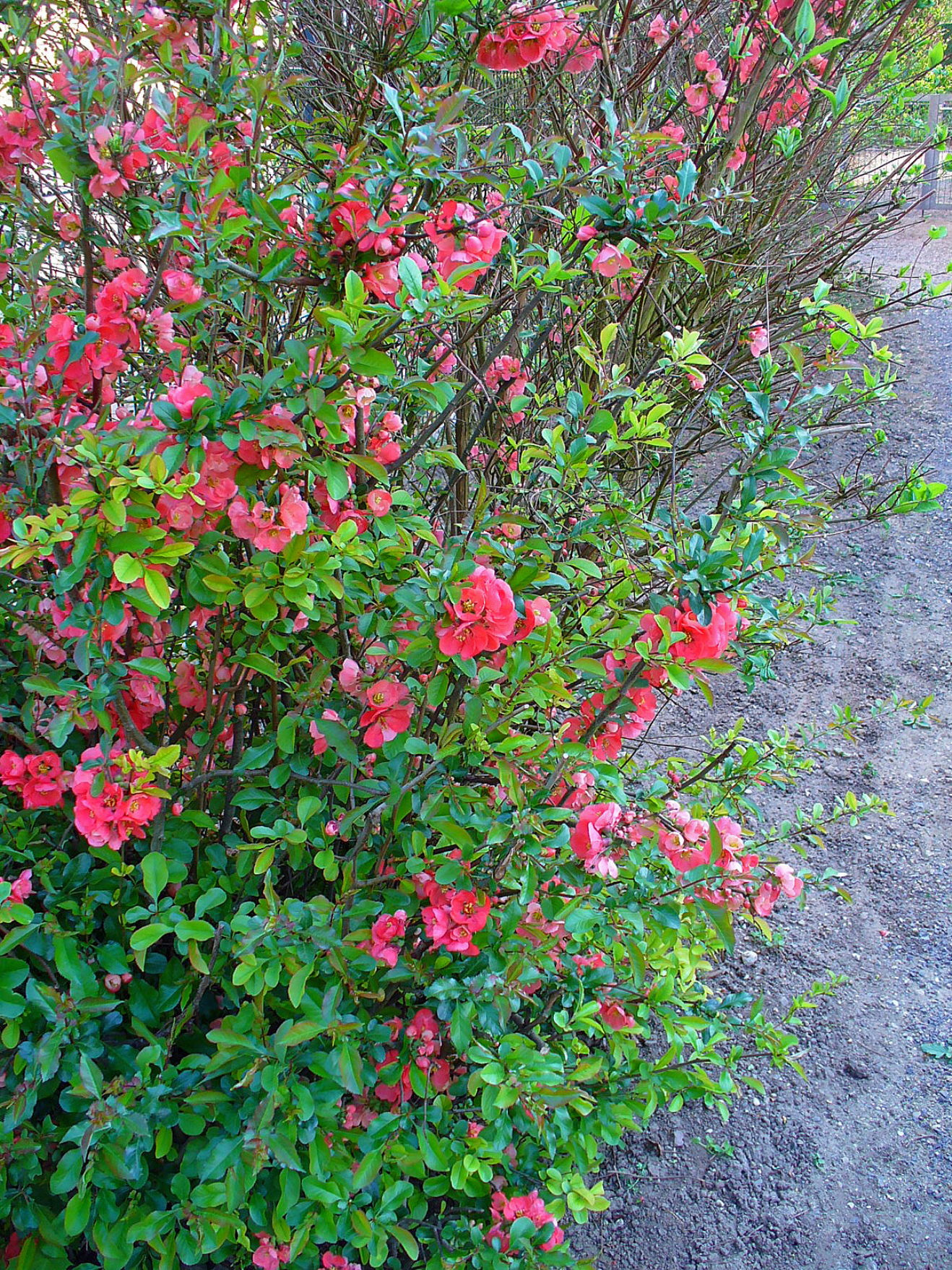
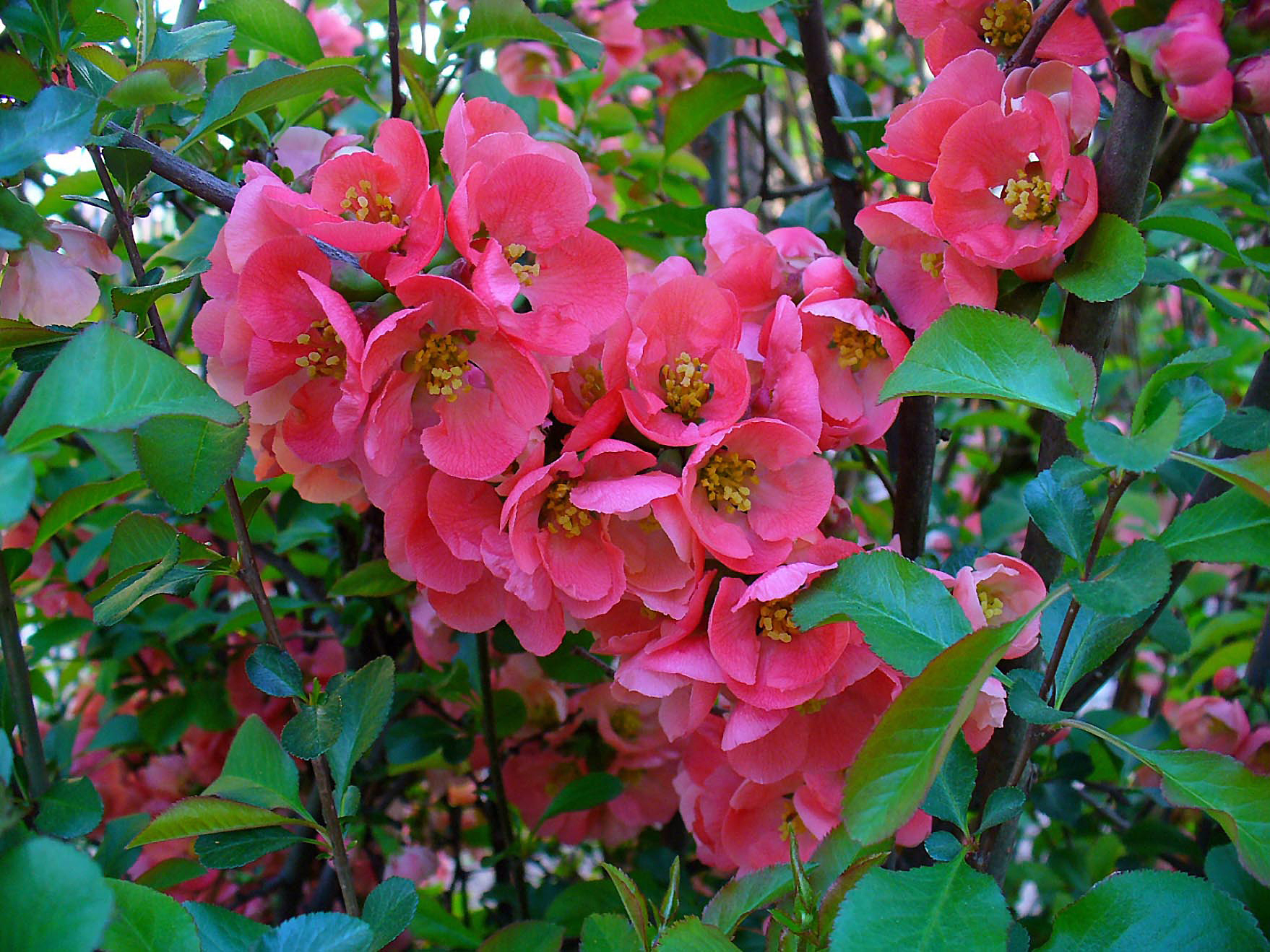
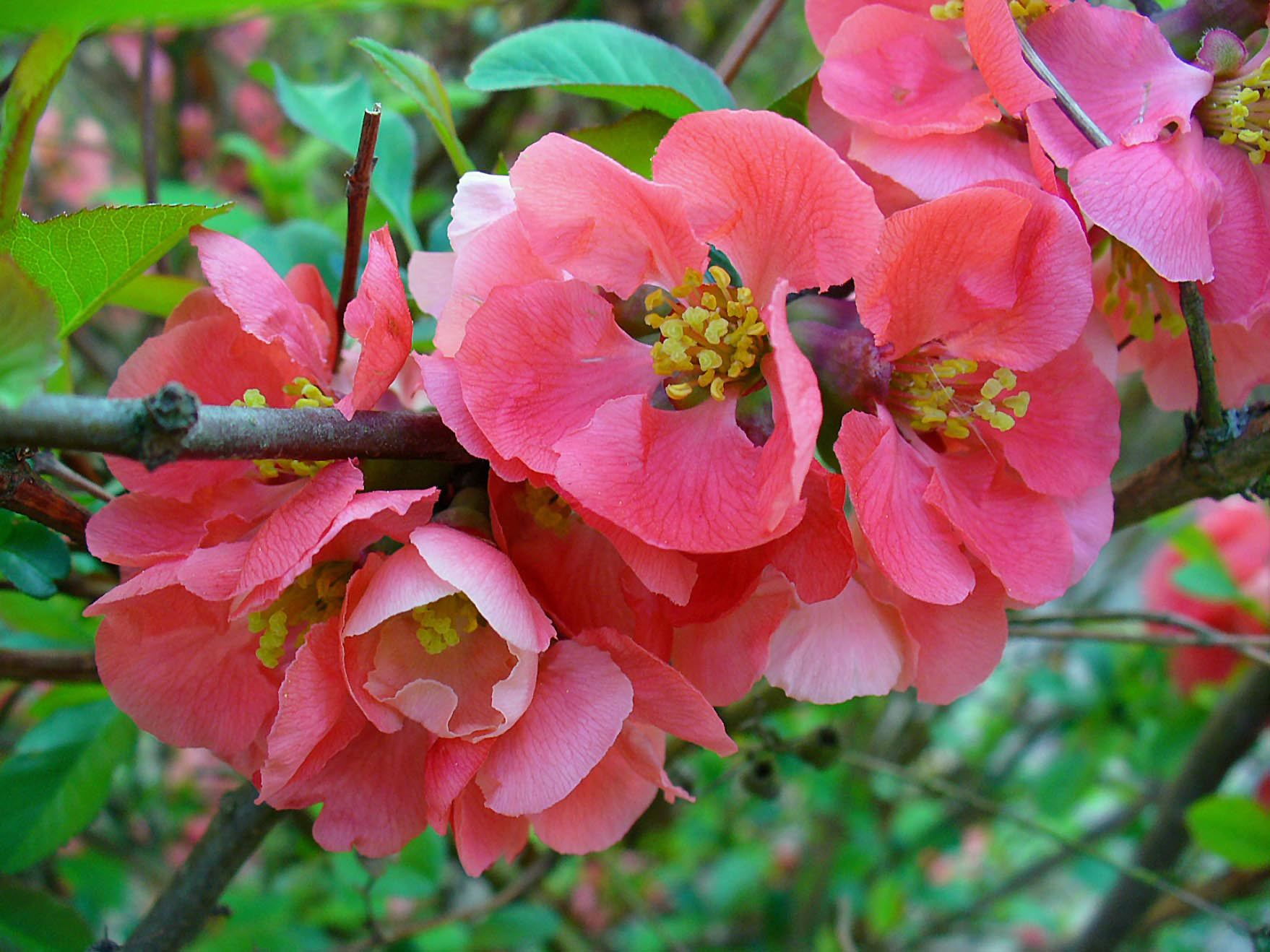